# 泉澤陽子
泉澤 陽子（いずみさわ ようこ）は、日本の脚本家。シナリオ作家協会主催のシナリオ講座第39期修了。第1回TBS連ドラ・シナリオ大賞で最終選考に残り、2009年、「恋うたドラマスペシャル『三日月』」で脚本家デビュー。アンドリーム（&REAM）所属。

## 脚本作品

### TVドラマ
☆はメインライター作品。
- 恋うたドラマSP「三日月」第2夜（2009年、TBS）
- ヘブンズ・フラワー The Legend of ARCANA（2011年、TBS）
- 華和家の四姉妹（2011年、TBS）
- 放課後はミステリーとともに （2012年、TBS）☆
- あぽやん〜走る国際空港（2013年、TBS）
- 安堂ロイド〜A.I. knows LOVE?〜（2013年、TBS）
- トクボウ 警察庁特殊防犯課（2014年、読売テレビ・日本テレビ系）
- 家族狩り（2014年、TBS）
- 牙狼<GARO> -GOLDSTORM- 翔（2015年、テレビ東京）
- ランチのアッコちゃん（2015年、NHK BSプレミアム）☆
- オトナ女子（2015年、フジテレビ）
- IQ246〜華麗なる事件簿〜（2016年、TBS）☆
- お迎えデス。（2016年、日本テレビ）
- リピート〜運命を変える10か月〜（2018年、読売テレビ・日本テレビ系）☆
- いつまでも白い羽根（2018年、東海テレビ・フジテレビ系）
- テレビ東京開局55周年特別企画ドラマスペシャル あまんじゃく 元外科医の殺し屋が医療の闇に挑む!（2018年、テレビ東京）☆
  - ドラマスペシャル あまんじゃく 元外科医の殺し屋 最後の闘い（2020年）☆
- ブラックスキャンダル（2018年、読売テレビ・日本テレビ系）
- 大恋愛〜僕を忘れる君と（2018年、TBS）
- ベビーシッター・ギン!（2019年、NHK BSプレミアム）☆
- W県警の悲劇（2019年、BSテレ東）☆
- 悪魔の弁護人・御子柴礼司 〜贖罪の奏鳴曲〜（2019年 - 2020年、東海テレビ・フジテレビ系）☆
- ギルティ〜この恋は罪ですか？〜（2020年、読売テレビ・日本テレビ系）☆
- リコカツ（2021年、TBS）☆
- 鹿楓堂よついろ日和（2022年、テレビ朝日）☆
- Sister（2022年、読売テレビ・日本テレビ系）☆
- 弁護士ソドム（2023年、テレビ東京）☆
- 転職の魔王様（2023年、関西テレビ・フジテレビ系）☆
- ジャンヌの裁き（2024年、テレビ東京）
- 嗤う淑女（2024年、東海テレビ・フジテレビ系）☆
- あのクズを殴ってやりたいんだ（2024年、TBS）☆
- ホンノウスイッチ（2025年、テレビ朝日）☆
- 波うららかに、めおと日和（2025年、フジテレビ）☆

### 配信ドラマ
- Life is…（2016年）

### 映画
- ルームメイト（2013年） - 脚本協力
- 一週間フレンズ。（2017年）☆